# تاريخ الفكر المسيحي حول الاضطهاد والتسامح
تضمن تاريخ الفكر المسيحي مفاهيمًا حول الشمولية والحصرية منذ بدايته، فُهمت تلك المفاهيم وطُبقت بصورة مختلفة في عصور مختلفة، وأدت إلى ممارسات اضطهادية وتسامحية. أسس الفكر المسيحي المبكر الهوية المسيحية وعرّف الهرطقة وعزل نفسه عن تعدد الآلهة واليهودية واخترع الاستبدالية. في القرون بعد أن أصبحت المسيحية الديانة الرئيسية في روما، يقول بعض العلماء إن المسيحية أصبحت دينًا اضطهاديًا، بينما يقول آخرون إن التغيير نحو القيادة المسيحية لم يسبب اضطهادًا موضوعيًا للوثنيين.
بعد سقوط الإمبراطورية الرومانية، ركز الفكر المسيحي على المحافظة أكثر من التأصيل. تتمثل هذه الفترة الفكرية بغريغوري العظيم والقديس بينديكت والقوط الإسبانيين والمخطوطات الرسومية والتقدم في الرعاية الطبية عبر الرهبان. رغم أن جذور الاستبدالية والقرار يمكن أن تُرجع إلى القرن الثاني من الفكر المسيحي، عاش يهود العصور الوسطى بسلام إلى جانب جيرانهم المسيحيين بسبب تعاليم أوغسطينوس أنهم يجب أن يُتركوا بسلام. في العصور الوسطى المبكرة، تحول الفكر المسيحي حول الجيش والتدخل في الحروب ليتوافق مع الصليبيين من خلال اختراع المروءة والمراتب الرهبانية الجديدة المكرسة لها. لم يوجد مسلك واحد للفكر المسيحي خلال أغلب العصور الوسطى إذ كانت الكنيسة ديمقراطية بصورة كبيرة وكل نظام كان يمتلك عقيدته الخاصة.
كانت العصور الوسطى العليا محوريةً في الثقافة الأوروبية والفكر المسيحي. بدأ الملوك الإقطاعيون بتأسيس الأرضية لما سيصبح أممًا بسلطة مركزية. امتلكوا السلطة من خلال أدوات متعددة بما في ذلك الاضطهاد. لعب الفكر المسيحي دورًا داعمًا كما فعل الليتراتي، وهم مجموعة من الإنتلجنسيا الطموحين الذين كانوا يزدرون من يرون أنهم تحتهم، وذلك من خلال التبرير اللفظي لتلك الأساليب والأفعال. ساهم ذلك في نقطة تحول في العلاقات المسيحية اليهودية في العقد الأول من القرن الثالث عشر. أصبحت الهرطقة مسألةً دينية وسياسية واجتماعية ما أدى إلى عصيان مدني ومحاكم تفتيش العصور الوسطى. تُرى الحملة الصليبية على الكِثار من قبل الكثيرين بصفتها دليلًا على النزوع المسيحي لعدم التسامح والاضطهاد، بينما يقول علماء آخرون إنها أطلِقت من قبل السلطات العلمانية من أجل مصالحهم الخاصة.
تميزت العصور الوسطى المتأخرة بانخفاض للسلطة البابوية وتأثير الكنيسة مع تكييف للسلطة العلمانية التي أصبحت وجهًا متزايدًا للفكر المسيحي. شُكلت محاكم التفتيش المعاصرة في العصور الوسطى المتأخرة بطلب خاص من ملوك إسبانيا والبرتغال. بينما حدّت محاكم تفتيش العصور الوسطى من السلطة والتأثير، سُلبت سلطات المحكمة المقدسة، ومُددت وضُخمت من خلال سلطة الدولة لتصبح أحد أقوى المحركات للتدمير التي وجدت على الإطلاق. خلال الحملات الصليبية الشمالية، تحول الفكر المسيحي حول التحول إلى المسيحية إلى تقبل براغماتي للتحول الذي يُحصل عليه من خلال الضغط السياسي أو الإكراه العسكري رغم أن علماء اللاهوت في تلك الفترة استمروا بالكتابة أن التحول نحو المسيحية يجب أن يكون طوعيًا.
بحلول وقت الإصلاح المبكر (1400-1600)، كانت القناعة، التي تطورت بين البروتستانتيين الأوائل أن ريادة مفاهيم الحرية الدينية والتسامح الديني، ضروريةً. يقول العلماء إن التسامح لم يكن أسلوبًا معتنقًا على نطاق واسع لمجتمع بكامله وليس حتى في المجتمعات الغربية وأن هناك أشخاص قليلين مميزين، تاريخيًا، حاربوا من أجله. في الغرب، ساندت شخصيات الإصلاح المسيحي ولاحقًا إنلتجنسيا التنوير، من أجل التسامح في القرن السابق وخلال وبعد الإصلاح نحو التنوير. يوافق المعاصرون المسيحيون عمومًا أن التسامح مفضّل على الصراع، وأن الهرطقة والانشقاق لا تستحق العقاب. بعيدًا عن هذا، انتشر الاضطهاد الممنهج المدعوم حكوميًا للأقليات، المُخترع في الغرب في العصور الوسطى العليا للإمساك بالسلطة، نحو باقي العالم. يشير علم الاجتماع أن التسامح والاضطهاد هما منتجان للسياق وللهوية الجمعية أكثر مما يكونان أيديولوجية.

## الفكر المسيحي المبكر من القرن الأول حتى قسطنطين

### خلفية تاريخية
في القرون الثلاثة الأولى، كان الفكر المسيحي يبدأ بتعريف ما يعني أن تكون مسيحيًا، مميزًا نفسه عن الوثنية واليهودية، من خلال تعريفه للأرثوذوكسية والهيترودوكسية. عمل الكتّاب المسيحيون الأوائل على التوفيق بين قصة التأسيس اليهودية والإنجيل المسيحي للرسل والتقليد اليوناني الخاص بمعرفة الإله عن طريق العقل، لكن جوهر الأرثوذكسية المسيحية كان موجودًا بصورة متزايدة في الشريعة المتجانسة للكتابات التي اعتُقد أنها رسولية (كتبها الرسل)، والتي انتشرت على نطاق واسع كما هي، وكتابات آباء الكنيسة التي ارتكزت عليها.
يُعد كل من الاضطهاد والتسامح نتيجةً للغيريّة وللسؤال حول كيفية التعامل بطريقة مناسبة مع من هم خارج الهوية المحددة. مثل بقية الأديان الإبراهيمية، تضمن الفكر المسيحي، منذ بداياته، مُثلين أثرا على الاستجابات المسيحية للغيرية؛ الشمولية (وتُدعى أيضًا الكونية) والحصرية أو كما يصفها ديفيد نايرنبرغ «قدراتنا المشتركة للتعايش والعنف». هناك توتر موروث في كل الأديان الإبراهيمية بين الحصرية والشمولية والذي يُتعامل معه لاهوتيًا وعمليًا بطريقة مختلفة لكل دين.
يتتبع خوستو ل. غونزاليز ثلاثة خيوط للفكر المسيحي بدأت في القرن الثاني. خارج قرطاج، كتب ترتليان المحامي (155-200 ميلادي) عن المسيحية بصفتها كشفًا لقانون الله. من مدينة الإسكندرية التعددية، كتب أوريغين عن القواسم المشتركة بين الفلسفة واللاهوت والعقل والكشف إذ رأى المسيحية سعيًا ثقافيًا للحقيقة المتعالية. في آسيا الصغرى وسوريا، رأى إيرينيئوس المسيحية باعتبارها عمل الله في التاريخ الإنساني من خلال عمله الرعوي للوصول إلى الناس بحب الله. أكمل كل خيط فكري على مر التاريخ المسيحي وأثر على أساليب وممارسات نحو التسامح والاضطهاد.

### الشمولية والحصرية والهرطقة
كانت المجتمعات المسيحية الأولى شموليةً جدًا بمعنى التقسيم الاجتماعي والتصنيفات الاجتماعية الأخرى، أكثر مما كانت عليه التجمعات الرومانية الطوعية. ميّزت المغايرة المجموعات التي شكلها بولس الرسول، وكان دور النساء أعظم بكثير مما كان في اليهودية والوثنية في تلك الفترة. أخبِر المسيحيون الأوائل أن يحبوا بعضهم وحتى أعداؤهم، وأطلق المسيحيون من كل الطبقات والأنواع على أنفسهم أخ وأخت. كانت هذه المفاهيم والممارسات جوهريةً للفكر المسيحي المبكر وبقيت مركزية ويمكن رؤيتها باعتبارها مؤشرات مبكرة لمفاهيم معاصرة للتسامح.
رغم أن التسامح لم يكن مفهومًا مطورًا بصورة كاملة، وجُمع مع تناقض معين، يقول غاي ستروموسا إن الفكر المسيحي لذلك العصر روّج للشمولية، ولكنه اخترع مفهوم الهرطقة في ذات الوقت. ساند ترتيليان، وهو مفكر مسيحي من القرن الثاني ومحامي من قرطاج، التسامح الديني بالدرجة الأولى في جهد لإقناع القرّاء الوثنيين أن المسيحية يجب أن تنزل في متجر الديانات الذي اقترح المؤرخ جون نورث أن روما أصبحته في القرن الثاني. على المقلب الآخر، يحاجج ستروموسا أن ترتليان عرف أن التعايش يعني المنافسة، لذا حاول لتقويض شرعية الأديان الوثنية من خلال مقارنتها بالمسيحية في الوقت ذاته الذي ساند فيه التسامح معهم. كتب القديس جاستن (100-165 ميلادي) اعتذاره الأول (155-157 ميلادي) ضد الهراطقة، ويُعزا له عمومًا اختراع مفهوم الهرطقة في الفكر المسيحي. يحاجج المؤرخ جوفري س. سميث أن جاستن كتب فقط للإجابة عن اعتراضات التي واجهها أصدقاؤه وللدفاع عن أولئك الأصدقاء من المعاملة السيئة والموت. اقتبس من جاستن في رسالة للإمبراطور يقول إنه كتب: «بالنيابة عن الرجال من كل عرق الذين يُكرهون بصورة غير عادلة ويعاملون بصورة سيئة وأنا نفسي واحد منهم». ومع ذلك، يحاجج آلين لو بولويك أنه في خضم تلك الفترة تغير استخدام مصطلح الهرطقة في الفكر والكتابات المسيحية من كونه محايدًا إلى كونه مزدريًا.